# SG杯ペア碁大会
SG杯ペア碁大会（SGはい ぺあごたいかい、SG배 페어바둑대회）は、韓国のペア碁棋戦。2011年に創設。
2014年からはSG杯ペア碁最強戦（SG배 페어바둑 최강전）。
- 主催 囲碁TV
- 後援 SG世界物産
- 優勝賞金 3000万ウォン

第6回では中国の王磊・芮廼偉、日本の武宮正樹・万波奈穂、台湾の周俊勲・兪俐均の各ペアを招待。第7回は、中国の朱元豪・鄭岩夫妻、日本の王立誠・王景怡父娘、台湾の陳詩淵・張正平夫妻のペアを招待した。

## 方式
- 予選を勝抜いた24ペアとシード9ペアによるトーナナメント戦で優勝ペアを決定。
- ペアの片方はアマチュアでも出場可能。
- コミは、第1回は6目半、第2回からは握りで勝った方の提示したコミを採用する。
- 持時間は各10分、30秒の秒読み3回、第4回から40秒の秒読み3回。
- 手番の順序（双方女子、男子の順）を3回間違えると失格となる。

## 優勝者と決勝戦
（左が勝者）
- 1. 2011年 金美里・韓尚勲 - 金恵敏・睦鎮碩
- 2. 2011年 崔精・劉昌赫 - 呉政娥・趙漢乗
- 3. 2013年 呉政娥・陳時暎 - 金惠臨・朴承華
- 4. 2014年 権周利・崔原踊 - 金美里・羅玄
- 5. 2015年 崔精・朴承華 - 尹智煕・崔哲瀚
- 6. 2016年 崔精・朴承華 - 呉侑珍・金志錫
- 7. 2017年 金美里・李映九 - 呉政娥・崔哲瀚